# 1949 في كوستاريكا
فيما يلي قوائم الأحداث التي وقعت خلال عام 1949 في كوستاريكا.

## سياسة

### تعيين في المنصب
- 7 نوفمبر – أوتيليو بلانكو رئيس كوستاريكا.

### انتهاء فترة المنصب
- 8 نوفمبر – خوسيه فيغيريس فيرير رئيس كوستاريكا.

## مواليد

### يوليو
- 11 يوليو – فرنسيسكو هرنانديز لاعب كرة قدم كوستاريكي.

## وفيات

### مايو
- 14 مايو – كارمين لايرا (مواليد 1888)